# Max-Planck-Gesellschaft

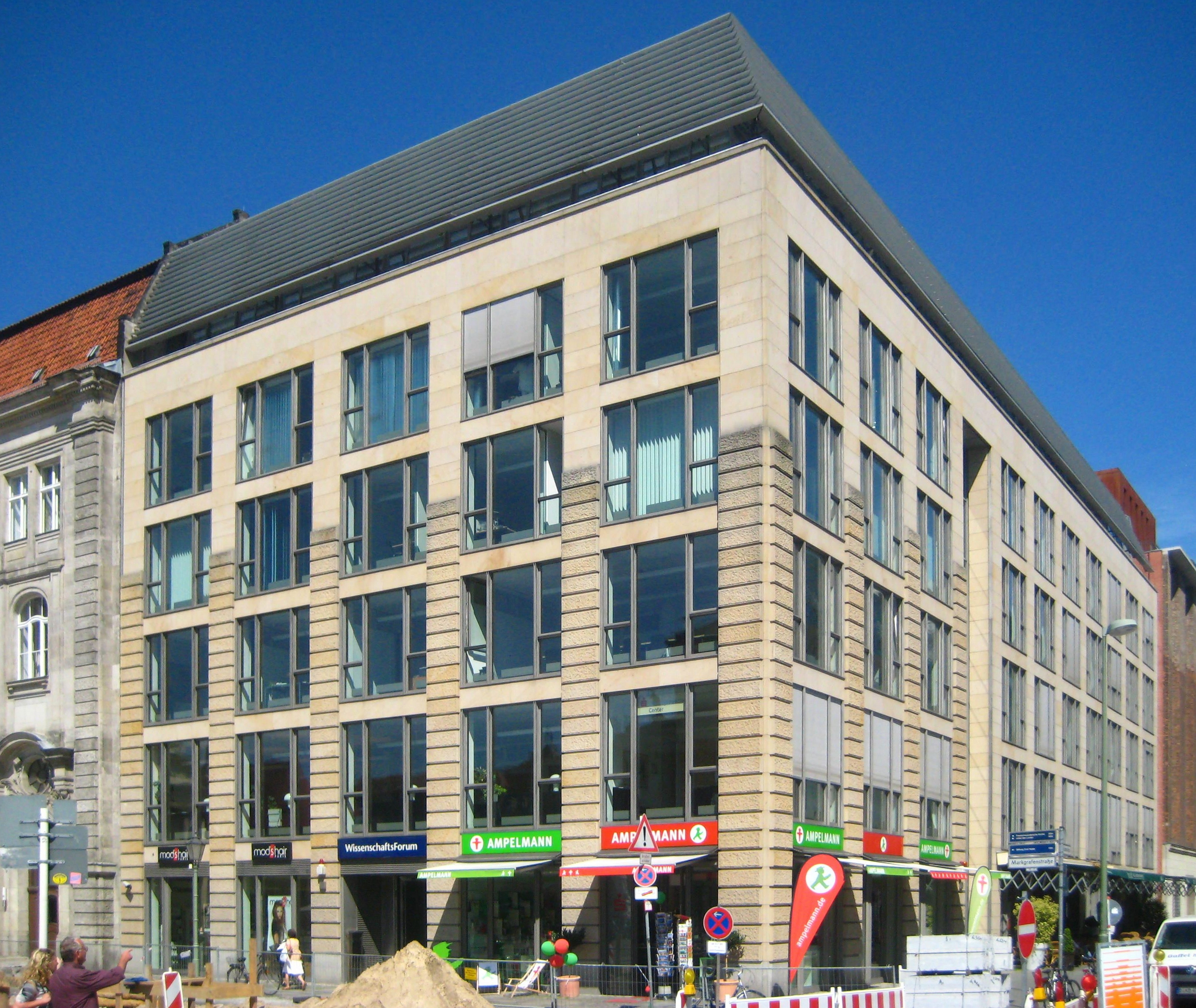
Standort der Max-Planck-Gesellschaft in Berlin

Die Max-Planck-Gesellschaft zur Förderung der Wissenschaften e. V., kurz Max-Planck-Gesellschaft oder MPG, ist eine der führenden deutschen Institutionen im Bereich der Grundlagenforschung. Der gemeinnützige Verein mit satzungsgemäßem Sitz in Berlin unterhält  84 Forschungseinrichtungen, die meisten sind Max-Planck-Institute. Die Generalverwaltung in München wird von einem oder mehreren Generalsekretären geleitet.
Die Max-Planck-Gesellschaft ging 1948 aus der Kaiser-Wilhelm-Gesellschaft zur Förderung der Wissenschaften hervor und setzt gemäß § 1 der Satzung deren Tradition fort. Die Finanzierung erfolgt überwiegend aus öffentlichen Mitteln von Bund und Ländern.
Die Max-Planck-Gesellschaft widmet sich vorwiegend der natur-, sozial- und geisteswissenschaftlichen Grundlagenforschung. Die Arbeit ihrer Forschungseinrichtungen ergänzt die Forschung an Hochschulen und anderen Forschungsorganisationen, indem Schwerpunkte in Forschungsbereichen gesetzt werden, die aufgrund ihrer Transdisziplinarität oder der hohen notwendigen Ressourcen nicht von anderen Einrichtungen der Grundlagenforschung erschlossen werden können. Die Max-Planck-Gesellschaft kooperiert mit zahlreichen Universitäten und anderen Partnern. Die Forschungsergebnisse dienen der Allgemeinheit.
Die Max-Planck-Gesellschaft genießt seit Jahrzehnten weltweite Anerkennung und hat mit aktuell 31 Nobelpreisträgern die drittmeisten Nobelpreisträger weltweit und die meisten in Europa hervorgebracht. Im Times-Higher-Education-Ranking 2006 wurde sie zur weltweit besten nicht-universitären Forschungseinrichtung gekürt; im selben Ranking belegte sie in der Kategorie Technologieforschung hinter AT&T und dem Argonne National Laboratory den dritten Platz.

## Geschichte

### Gründung (1948)

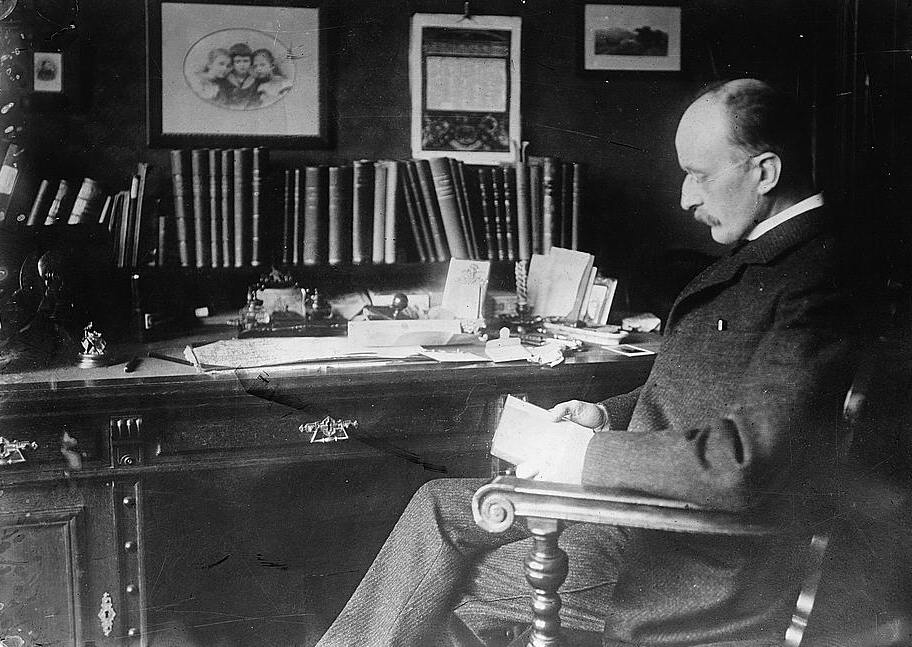
Namensgeber der Gesellschaft, Max Planck

Nach der Stunde Null im Mai 1945 wurde begonnen, das System der deutschen Forschung neu zu ordnen. So wurde von Göttingen aus unter der Führung von Ernst Telschow die Kaiser-Wilhelm-Gesellschaft (KWG) wieder aufgebaut, deren kommissarischer Präsident Max Planck wurde, der Mitbegründer der Quantenphysik. Nach seiner Rückkehr aus der englischen Internierung trat Otto Hahn am 1. April 1946 dessen Nachfolge an. Am 11. September 1946 wurde in Bad Driburg auf Initiative der britischen Besatzer eine neue Forschungsgesellschaft unter dem Namen „Max-Planck-Gesellschaft“ in der britischen Zone gegründet, da die Briten auf einem anderen Namen für die KWG bestanden. Der damals 88-jährige Max Planck wurde Ehrenpräsident. Der Militärgouverneur der amerikanischen Besatzungszone, General Lucius D. Clay, plante indessen die KWG vollständig aufzulösen. Erst Ende 1947 rückte er von diesem Plan ab.
Die heutige Max-Planck-Gesellschaft wurde in der Folge am 26. Februar 1948 in der britischen und amerikanischen Besatzungszone unter der Präsidentschaft von Otto Hahn und der Leitung von Generalsekretär Ernst Telschow als Nachfolgeorganisation der Kaiser-Wilhelm-Gesellschaft (KWG) in Göttingen gegründet. Am 24. Februar 1948 war die erste, nur in der britischen Zone tätige Max-Planck-Gesellschaft aufgelöst worden, um der Neugründung Platz zu machen.
Zu dieser neu gegründeten Max-Planck-Gesellschaft gehörten zunächst nur die Institute der zu diesem Zeitpunkt noch bestehenden britischen und amerikanischen Besatzungszone, der sogenannten Bizone. Erst im November 1949 traten die in der französischen Besatzungszone gelegenen früheren KWG-Institute der Max-Planck-Gesellschaft bei und 1953 auch die ehemaligen Berliner Institute, die zwischenzeitlich zur Stiftung Deutsche Forschungshochschule zusammengefasst worden waren. Die in der sowjetischen Besatzungszone befindlichen Institute der KWG wurden unter Robert Havemann der Akademie der Wissenschaften (später: Akademie der Wissenschaften der DDR) zugeschlagen.

### Vereinbarungen zur Finanzierung
Zunächst wurde jedes Institut im Rahmen der Kulturhoheit jeweils alleine von dem Land finanziert, in dem es seinen Sitz hatte. Noch vor der Gründung der Bundesrepublik Deutschland kam es am 24. März 1949 zum Staatsabkommen über die Finanzierung wissenschaftlicher Forschungseinrichtungen, dem sogenannten Königsteiner Staatsabkommen, in dem die länderübergreifende Finanzierung festgelegt wurde. Dieses Staatsabkommen stellte die unmittelbare Finanzierung der Max-Planck-Gesellschaft sicher. Das Abkommen wurde zunächst auf fünf Jahre abgeschlossen und dann erst bis 1959 und dann noch mehrmals bis Ende 1969 verlängert. Bis 1964 haben die Länder die investiven Ausgaben nur in einem eingeschränkten Umfang finanziert. Bereits seit Ende der 1950er Jahre wurden vom Bund die baulichen Investitionen auf der Basis von Zuwendungen nach § 64a Reichshaushaltsordnung finanziert.
Ab 1964 wurde zwischen Bund und Ländern ein Verwaltungsabkommen geschlossen, das die paritätische Mitfinanzierung der Länder bei den Investitionen und des Bundes bei den laufenden Betriebsausgaben vorsah. Da der Bund seine Zuwendungen via Verwaltungsakt – Zuwendungsbescheid mit Bewilligungsbedingungen – bewilligte und die Länder aufgrund des Königsteiner Staatsabkommens durch die hierfür eingerichtete Geschäftsstelle (Vorläufer der BLK-Geschäftsstelle und jetzt GWK-Geschäftsstelle), war die Bewilligung der Bund-Länder-Mittel nicht einheitlich und unterschiedlich geregelt. Auf Drängen der Rechnungshöfe kam es daher 1968 erstmals zu Bewirtschaftungsregelungen, die von Bund und Ländern einheitlich zugrunde gelegt worden sind. Diese Finanzierungsregelungen wurden im Laufe der nächsten Jahre immer weiter verfeinert. Mit der Budgetierung erfolgte im Bereich der Stellenbewirtschaftung, der Deckungsfähigkeit und der Mehreinnahmenverwendung eine erhebliche Flexibilisierung.
Mit der Neuordnung des Haushaltsrechts im Jahr 1969 auf Seiten des Bundes und Länder und die Einfügung des Art. 91b GG wurde die Grundlage gelegt, für die 1975 unterzeichnete Rahmenvereinbarung Forschungsförderung sowie die Ausführungsvereinbarung Max-Planck-Gesellschaft, welche die Finanzierungsgrundlagen und notwendigen Abstimmungsverfahren zwischen Bund und Ländern regelt.

### Nach der Wiedervereinigung Deutschlands (1990)
Nach dem Fall der Berliner Mauer startete die Max-Planck-Gesellschaft ein „Sofortprogramm“ für Wissenschaftler in Ostdeutschland: Sie richtete 27 Arbeitsgruppen an ostdeutschen Universitäten (befristet bis 1998) und vorübergehend zwei Außenstellen von Max-Planck-Instituten ein. Nach der Wiedervereinigung Deutschlands 1990 begann der eigentliche „Aufbau Ost“ mit der Gründung neuer Max-Planck-Institute in Ostdeutschland. Bis 1998 wurden 18 neue Institute in den neuen Ländern gegründet. Die Zahl der Max-Planck-Institute erhöhte sich dadurch um rund ein Drittel. Im gleichen Zeitraum mussten in den alten Bundesländern aufgrund des „föderalen Konsolidierungsprogramms“ 740 Stellen abgebaut werden. Die Forschungseinrichtungen der vormaligen DDR wurden großenteils in die Leibniz-Gemeinschaft überführt.
1992 verlegte die Max-Planck-Gesellschaft ihren juristischen Sitz von Göttingen nach Berlin. 1998 feierte sie ihr 50-jähriges Bestehen. 2006 zog das 1994 in Berlin-Mitte gegründete Max-Planck-Institut für Wissenschaftsgeschichte in sein neues Gebäude in Berlin-Dahlem um. Damit war der „Aufbau Ost“ abgeschlossen.
Im Jahr 1997 wurde vom damaligen Präsidenten der MPG Hubert Markl die Kommission „Geschichte der Kaiser-Wilhelm-Gesellschaft im Nationalsozialismus“ eingesetzt. Sie stand unter Vorsitz von zwei Historikern, die der Max-Planck-Gesellschaft nicht angehören: Reinhard Rürup (Technische Universität Berlin) und Wolfgang Schieder (Universität zu Köln). Das Forschungsprogramm Geschichte der Kaiser-Wilhelm-Gesellschaft im Nationalsozialismus wurde im 1999 mit einer internationalen Konferenz eröffnet. Mit diesem Projekt bekannte sich die Max-Planck-Gesellschaft dazu, dass sie im Blick auf Institute, Personal und Aufgaben in der direkten Nachfolge der Kaiser-Wilhelm-Gesellschaft steht. Auch deren Beziehungen zum NS-Regime sind Teil der Vergangenheit der Max-Planck-Gesellschaft. Das Projekt war organisatorisch am Max-Planck-Institut für Wissenschaftsgeschichte angesiedelt. Die Kommission arbeitete bis Ende 2005. Die Ergebnisse des Projekts sind in der Buchreihe Geschichte der Kaiser-Wilhelm-Gesellschaft im Nationalsozialismus dokumentiert. Sie umfasst 17 Bände, die in den Jahren 2000 bis 2008 erschienen.
Im Jahr 2003 initiierte die Max-Planck-Gesellschaft die Berliner Erklärung über offenen Zugang zu wissenschaftlichem Wissen und konzipierte in der Folge ein elektronisches Archiv für Publikationen der Mitarbeiter der MPG, den eDoc-Server, der zurzeit gut 21.000 Volltexte umfasst, wovon 9.000 öffentlich zugänglich sind.
Von Juni 2014 bis Ende 2022 lief am Berliner Max-Planck-Institut für Wissenschaftsgeschichte ein Forschungsprogramm zur Geschichte der Max-Planck-Gesellschaft im Zeitraum 1948 bis 2002. Die Leitung hatten Jürgen Renn (Berlin), Carsten Reinhardt (Bielefeld) und Jürgen Kocka (Berlin) sowie als operativer Projektleiter Florian Schmaltz. Die Ergebnisse werden beim Verlag Vandenhoeck & Ruprecht in der Reihe Studien zur Geschichte der Max-Planck-Gesellschaft sowie als Preprints auf der Website des Forschungsprogramms veröffentlicht.
Im Jahr 2023 feierte die Max-Planck-Gesellschaft ihr 75-jähriges Jubiläum, unter anderem mit einem Festakt im Deutschen Museum in München am 26. Februar 2023.

### Kennzahlen
Das Wachstum der Max-Planck-Gesellschaft wird anhand folgender Daten deutlich:
- 1948 (Gründungsjahr): 25 Institute und Forschungsstellen. Haushaltsvolumen rund 7 Millionen DM (kaufkraftbereinigt in heutiger Währung: rund 22 Millionen Euro).[18]
- 1960: 40 Institute und Forschungseinrichtungen. Rund 2.600 Mitarbeiter, davon 750 Wissenschaftler. Jahresetat knapp 80 Millionen DM (kaufkraftbereinigt rund 220 Millionen Euro).[18]
- 1998: 80 Institute und Forschungseinrichtungen. Rund 11.000 Mitarbeiter, davon 2750 Wissenschaftler. Jahresetat (1997) knapp 2 Milliarden DM (kaufkraftbereinigt knapp 1,6 Milliarden Euro).[19] Im Zeitraum 1990–1998 waren 18 neue Institute in Ostdeutschland hinzugekommen („Aufbau Ost“).
- 2017: 84 Institute und Einrichtungen, davon fünf im Ausland. Rund 22.000 Mitarbeiter. Jahresetat knapp 1,8 Milliarden Euro.[18]

## Personen

### Präsidenten

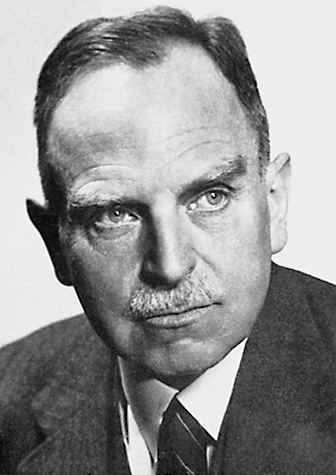
Otto Hahn (1938), der erste Präsident der MPG

- 1948–1960 Otto Hahn (zuvor ab 1946 der letzte Präsident der Kaiser-Wilhelm-Gesellschaft)
- 1960–1972 Adolf Butenandt
- 1972–1984 Reimar Lüst
- 1984–1990 Heinz A. Staab
- 1990–1996 Hans F. Zacher
- 1996–2002 Hubert Markl
- 2002–2014 Peter Gruss
- 2014–2023 Martin Stratmann
- 2023–0000 Patrick Cramer (seit Juni 2023)[20]

### Generalsekretäre
Die Generalsekretäre wurden anfangs als Generaldirektor und Geschäftsführendes Mitglied des Verwaltungsrats bezeichnet.
- 1946–1960 Ernst Telschow (zuvor ab 1937 der letzte Generalsekretär der Kaiser-Wilhelm-Gesellschaft)
- 1950–1961 Otto Benecke (gemeinsam mit Telschow)
- 1962–1966 Hans Ballreich
- 1966–1976 Friedrich Schneider
- 1976–1987 Dietrich Ranft
- 1987–1995 Wolfgang Hasenclever
- 1995–2010 Barbara Bludau
- 2010–2017 Ludwig Kronthaler
- 2017–2022 Rüdiger Willems[21]
- 2022–0000 Simone Schwanitz[22]

### Nobelpreisträger
Die Max-Planck-Gesellschaft betrachtet jene Nobelpreisträger als Nobelpreisträger der MPG, die zum Zeitpunkt der Preisvergabe Wissenschaftliche Mitglieder der Max-Planck-Gesellschaft waren – oder Wissenschaftliche Mitglieder ihrer Vorgängerorganisation, der Kaiser-Wilhelm-Gesellschaft. Insgesamt sind dies bisher 31 Nobelpreisträger (2023), damit hat die Max-Planck-Gesellschaft nach der University of California und der Harvard University die drittmeisten Nobelpreisträger weltweit und die meisten Nobelpreisträger in Europa hervorgebracht. 16 Nobelpreise entfielen dabei auf den Bereich Chemie, acht auf den Bereich Physik und sieben auf den Bereich Medizin. Diese teilen sich zeitlich wie folgt auf:
23 Nobelpreisträger, die den Preis in der Zeit der Max-Planck-Gesellschaft erhielten:
| Name                        | Nobelpreis- Kategorie | Jahr | Nobelpreis zusammen mit                 |
| --------------------------- | --------------------- | ---- | --------------------------------------- |
| Walther Bothe               | Physik                | 1954 | –                                       |
| Karl Ziegler                | Chemie                | 1963 | Giulio Natta                            |
| Feodor Lynen                | Medizin               | 1964 | –                                       |
| Manfred Eigen               | Chemie                | 1967 | Ronald G. W. Norrish, George Porter     |
| Konrad Lorenz               | Medizin               | 1973 | Nikolaas Tinbergen                      |
| Klaus von Klitzing          | Physik                | 1985 | –                                       |
| Ernst Ruska                 | Physik                | 1986 | Gerd Binnig, Heinrich Rohrer            |
| Johann Deisenhofer          | Chemie                | 1988 | Robert Huber, Hartmut Michel            |
| Robert Huber                | Chemie                | 1988 | Johann Deisenhofer, Hartmut Michel      |
| Hartmut Michel              | Chemie                | 1988 | Johann Deisenhofer, Robert Huber        |
| Erwin Neher                 | Medizin               | 1991 | Bert Sakmann                            |
| Bert Sakmann                | Medizin               | 1991 | Erwin Neher                             |
| Paul Crutzen                | Chemie                | 1995 | Mario J. Molina, Frank Sherwood Rowland |
| Christiane Nüsslein-Volhard | Medizin               | 1995 | Edward B. Lewis, Eric Wieschaus         |
| Theodor Hänsch              | Physik                | 2005 | Roy Jay Glauber, John Lewis Hall        |
| Gerhard Ertl                | Chemie                | 2007 | –                                       |
| Stefan Hell                 | Chemie                | 2014 | Eric Betzig, William Moerner            |
| Emmanuelle Charpentier      | Chemie                | 2020 | Jennifer A. Doudna                      |
| Reinhard Genzel             | Physik                | 2020 | Roger Penrose, Andrea Ghez              |
| Benjamin List               | Chemie                | 2021 | David MacMillan                         |
| Klaus Hasselmann            | Physik                | 2021 | Syukuro Manabe, Giorgio Parisi          |
| Svante Pääbo                | Medizin               | 2022 | –                                       |
| Ferenc Krausz               | Physik                | 2023 | Pierre Agostini, Anne L’Huillier        |

Acht Nobelpreisträger, die den Preis in der Zeit der Kaiser-Wilhelm-Gesellschaft erhielten:
| Name                | Nobelpreis- Kategorie | Jahr | Nobelpreis zusammen mit |
| ------------------- | --------------------- | ---- | ----------------------- |
| Richard Willstätter | Chemie                | 1915 | –                       |
| Fritz Haber         | Chemie                | 1918 | –                       |
| Albert Einstein     | Physik                | 1921 | –                       |
| Otto Warburg        | Medizin               | 1931 | –                       |
| Peter Debye         | Chemie                | 1936 | –                       |
| Richard Kuhn        | Chemie                | 1938 | –                       |
| Adolf Butenandt     | Chemie                | 1939 | Leopold Ružička         |
| Otto Hahn           | Chemie                | 1944 | –                       |

Die Max-Planck-Gesellschaft hebt ferner acht Nobelpreisträger hervor, die zum Zeitpunkt der Nobelpreis-Vergabe zwar keine Wissenschaftlichen Mitglieder waren, aber als Forscher oder in der Administration eine wichtige Rolle in der Max-Planck-Gesellschaft oder der Kaiser-Wilhelm-Gesellschaft spielten. Seit dem Bestehen der Max-Planck-Gesellschaft waren dies zwei: Georges Köhler (Medizin 1984) und Ada Yonath (Chemie 2009). In der Zeit der Kaiser-Wilhelm-Gesellschaft waren es sechs Nobelpreisträger: Max von Laue (Physik 1914), Max Planck (Physik 1918), Otto Meyerhof (Medizin 1922), James Franck (Physik 1925), Werner Heisenberg (Physik 1932) und Hans Spemann (Medizin 1935).

## Organisation

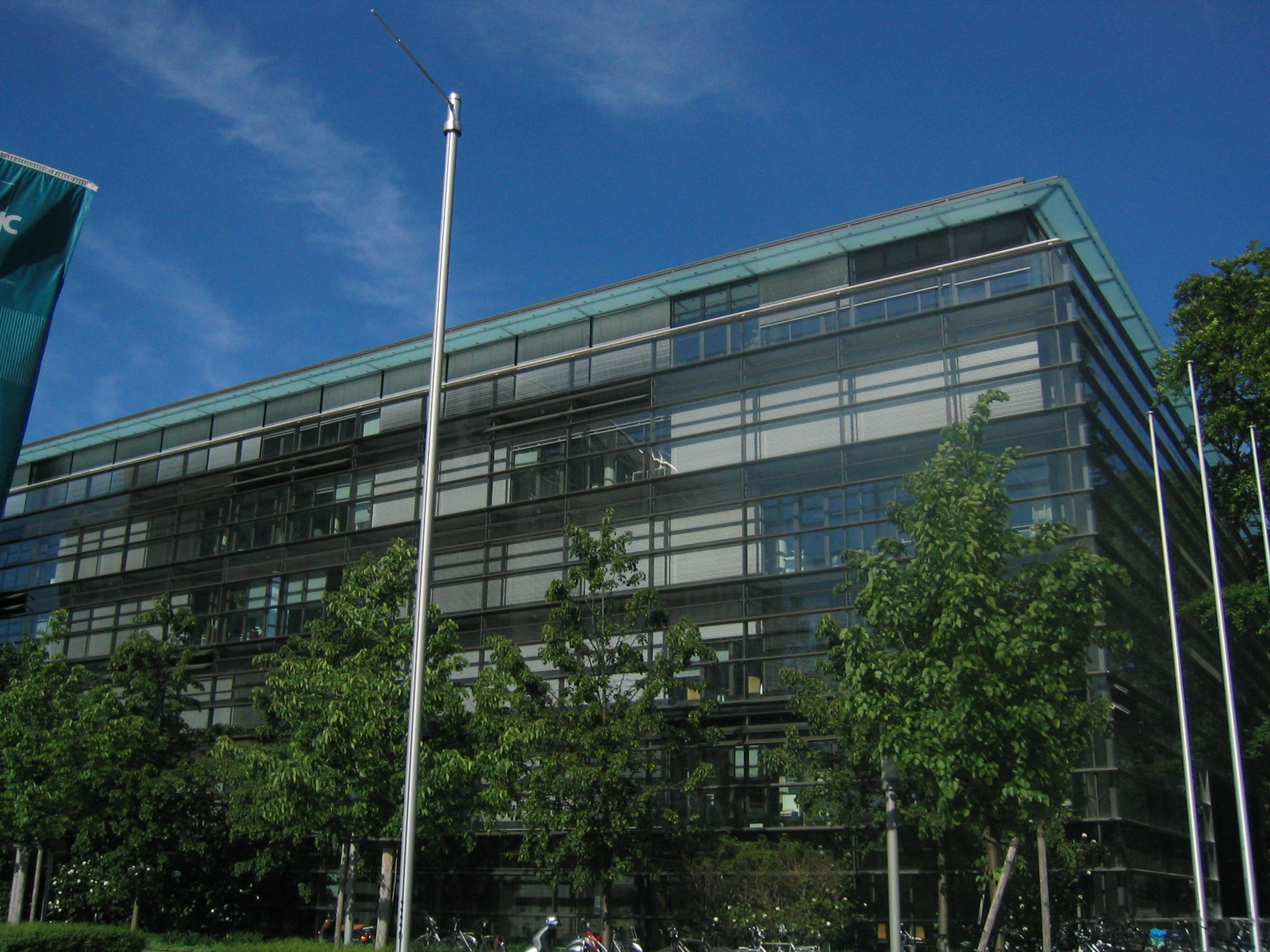
Gebäude der Generalverwaltung in München

### Generalverwaltung
Die Generalverwaltung in München führt die laufenden Geschäfte der Gesellschaft und unterstützt die Organe der Gesellschaft sowie insbesondere die Institute bei der Wahrnehmung ihrer Verwaltungsaufgaben. Sie wird von einem oder mehreren Generalsekretären geleitet. Die Generalverwaltung zählt zu den zentralen Einrichtungen der Gesellschaft.

### Organe
Laut § 10 der Satzung hat die Max-Planck-Gesellschaft fünf Organe. Dies sind:
1. der Präsident. Amtszeit: sechs Jahre; höchstens zwei Amtszeiten durch Wiederwahl. Der Präsident ist Vorsitzender des Senats, des Verwaltungsrats und der Hauptversammlung. Er repräsentiert die Max-Planck-Gesellschaft nach außen.
2. der Senat. Ihm gehören mindestens 12 und höchstens 32 Wahlsenatoren an, außerdem Amtssenatoren (der Präsident und weitere Funktionsträger) und Ehrensenatoren. Die Wahlsenatoren und die Ehrensenatoren werden von der Hauptversammlung gewählt. Der Senat wählt den Präsidenten und die weiteren Mitglieder des Verwaltungsrats. Er beschließt beispielsweise die Gründung oder Schließung von Instituten und Abteilungen und entscheidet unter anderem über die Berufung Wissenschaftlicher Mitglieder und der Institutsdirektoren.
3. der Verwaltungsrat. Ihm gehören der Präsident, mindestens zwei Vizepräsidenten, der Schatzmeister und zwei bis vier weitere Mitglieder an. Amtszeit: sechs Jahre. Der Verwaltungsrat stellt den Gesamthaushaltsplan, den Jahresbericht und die Jahresrechnung auf.
4. die Hauptversammlung (die Versammlung aller Mitglieder). Zu ihren Aufgaben gehören die Wahl von Senatoren und die Genehmigung der Jahresrechnung. Die Hauptversammlung kann mit Zweidrittelmehrheit Änderungen der Satzung beschließen.
5. der Wissenschaftliche Rat und seine Sektionen. Der Wissenschaftliche Rat besteht aus den Wissenschaftlichen Mitgliedern und den Leitern der Institute bzw. Forschungseinrichtungen, ferner gehören ihm jene wissenschaftlichen Institutsmitarbeiter an, die in die Sektionen gewählt wurden. Der Wissenschaftliche Rat tagt in der Regel einmal, bei Bedarf zweimal im Jahr. Er berät über gemeinsame Anliegen der Sektionen; er kann Anträge an den Senat und Empfehlungen an die Sektionen richten. Emeritierte und auswärtige Wissenschaftliche Mitglieder können an den Sitzungen als Gäste mit beratender Stimme teilnehmen.

Die Aufgaben der Organe, ihre Zusammensetzung, Wahlen, Amtszeiten und dergleichen sind in der Satzung festgelegt.
Laut § 17 der Satzung bilden der Verwaltungsrat und der Generalsekretär (oder die Generalsekretäre, siehe unten) den Vorstand im Sinne des Gesetzes.

### Weitere Gremien
Zur Organisation der Max-Planck-Gesellschaft gehören auch Fachbeiräte und Kuratorien. Diese Gremien sind den Max-Planck-Instituten zugeordnet. Beispielsweise soll es an jedem Institut ein Kuratorium geben.
Die Fachbeiräte „stellen das zentrale Instrument der selbstgetragenen wissenschaftlichen Evaluation der Institute der Max-Planck-Gesellschaft dar“. Die Kuratorien der Max-Planck-Institute sollen dagegen die „Verbindung zur Öffentlichkeit“ herstellen. Ein aktuelles Verzeichnis der Kuratorien der Max-Planck-Institute mit allen Mitgliedern ist als PDF verfügbar.

### Mitglieder
Als Verein hat die Max-Planck-Gesellschaft Mitglieder. Zum einen sind dies die Wissenschaftlichen Mitglieder, die in die Max-Planck-Gesellschaft berufen wurden und in der Regel zugleich Direktoren einer Abteilung an einem Max-Planck-Institut sind. Zu auswärtigen Wissenschaftlichen Mitgliedern können Wissenschaftler berufen werden, die eng mit einem MPI kooperieren. Dazu kommen die Fördernden Mitglieder, die sich in Persönlich Fördernde Mitglieder und Korporativ Fördernde Mitglieder (etwa Firmen, Verbände und Kommunen) aufteilen. Weiterhin gibt es Mitglieder von Amts wegen und schließlich die Ehrenmitglieder.

### Sektionen
Die Forschungsrichtungen beziehungsweise die 84 Max-Planck-Institute und ihre Wissenschaftler werden bei der Max-Planck-Gesellschaft drei Sektionen zugeordnet. Laut Satzung sind es Sektionen des Wissenschaftlichen Rates.
- Die Biologisch-Medizinische Sektion besteht aus 27 Max-Planck-Instituten und sieben Forschungseinrichtungen (Stand April 2024), die die Lebenswissenschaften in „ihrer gesamten Breite“ widerspiegeln. Trotz dieser Vielfalt besteht als „übergeordneter Forschungsschwerpunkt“ die Neurobiologie, an der zwölf Institute beteiligt sind.[34]
- Die Chemisch-Physikalisch-Technische Sektion umfasst 33 Max-Planck-Institute (Stand April 2024).[35] Die Grundlagenforschung widmet sich unter anderem den Strukturen der Materie, von Elementarteilchen bis zu Sternen, Galaxien und dem Universum. Außerdem werden zahlreiche technische Fragen bearbeitet, beispielsweise zu Metallen oder Polymeren (Kunststoffe, Fasern, Lacke, Klebstoffe u. a.). Auch die Klimaforschung gehört zu dieser Sektion.[36]
- Die Geistes-, Sozial- und Humanwissenschaftliche Sektion umfasst 21 Max-Planck-Institute (Stand April 2024). Dazu zählen acht juristische Institute, von denen vier Rechtsfragen im Zusammenhang mit Themen der Wirtschaft bearbeiten.[37]

### Satzung und Verfahren
Der Betrieb der Max-Planck-Gesellschaft funktioniert im Rahmen einer Vielzahl von internen Regeln und Verfahren. Dazu gehören unter anderem:
- die Satzung. Die Satzung regelt die Aufgaben und Befugnisse der Organe und der weiteren Gremien. Nach § 1 Absatz 2 der Satzung betreiben die Institute der Gesellschaft die „wissenschaftliche Forschung frei und unabhängig“. Auch alle Institute sollen nach § 28 Absatz 2 über eine Satzung verfügen.[2]
- ein Verhaltenskodex, ergänzt durch Hinweise für verantwortliches Handeln („LeitPLANCKen“)
- Bestimmungen zur Governance (dazu ein Kommentar von Wolfgang Schön aus dem Jahr 2015[39])
- Regeln zur Sicherung guter wissenschaftlicher Praxis (im Jahr 2000 vom Senat verabschiedet, 2009 geändert, später erweitert)
- Regeln zum verantwortlichen Umgang mit Forschungsfreiheit und Forschungsrisiken
- eine Verfahrensordnung bei Verdacht auf wissenschaftliches Fehlverhalten
- Verfahren zur Evaluation
- Leitlinien zum Datenschutz und zur IT-Sicherheit
- Regeln zum Berufungsverfahren
- Wahlordnungen
- Richtlinien zur Einsetzung von Ombudspersonen
- Regelungen für das Fachbeiratswesen und die Kuratorien der Max-Planck-Institute

### Emblem und Motto

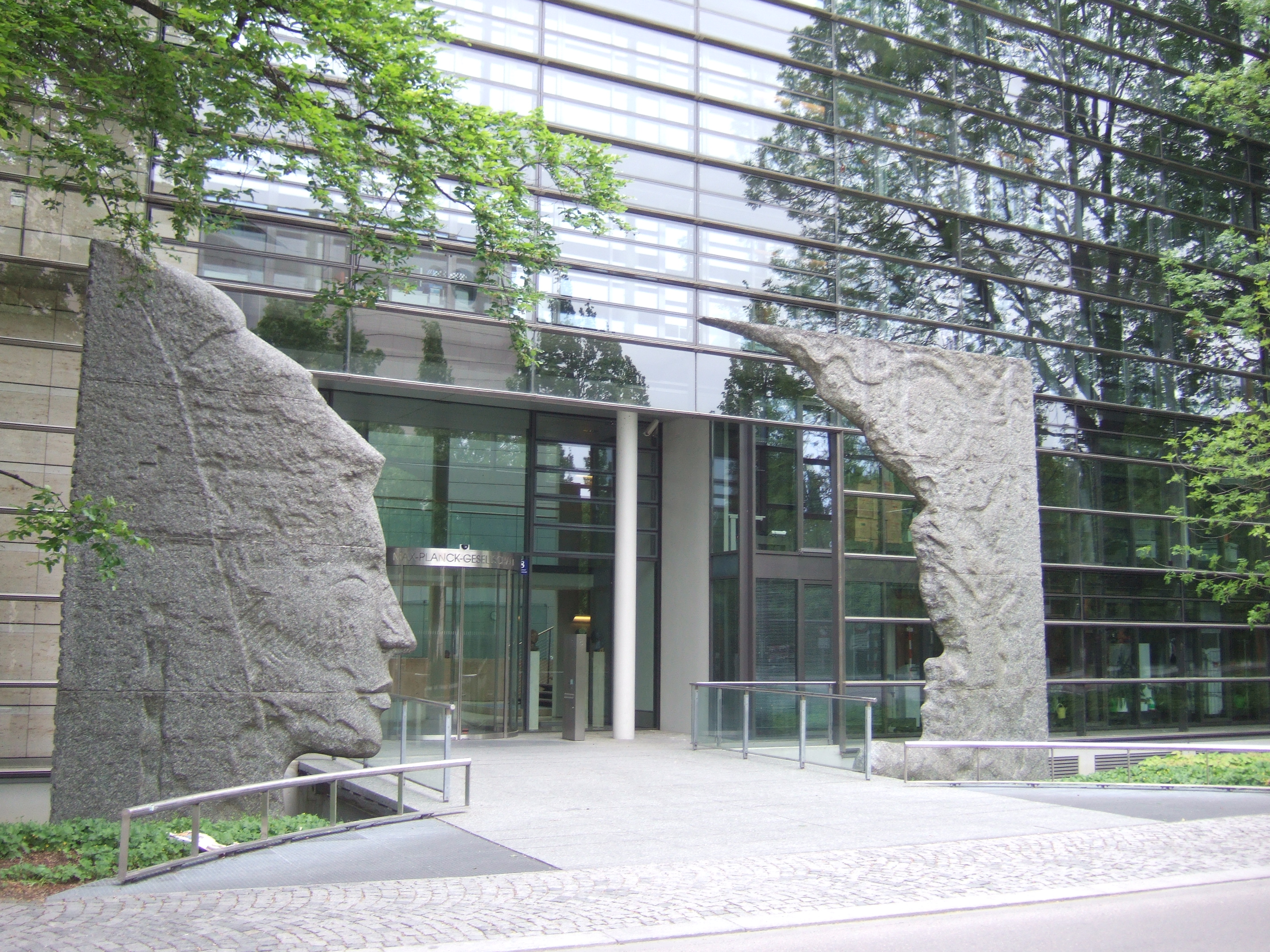
Eingang zur Generalverwaltung mit der Skulptur der Minerva (links)

Von ihrem Vorgänger, der Kaiser-Wilhelm-Gesellschaft, hat die Max-Planck-Gesellschaft den Kopf der Minerva als ihr Emblem übernommen. Minerva war eine altitalische Göttin der Weisheit und der Künste, die als Hüterin des Wissens und Beschützerin der Dichter und Lehrer verehrt wurde. Die Minerva ziert auch das Abzeichen der Mitglieder der Max-Planck-Gesellschaft.
Die Max-Planck-Gesellschaft nutzt als eine Art Motto häufig ein Zitat von Max Planck: „Dem Anwenden muss das Erkennen vorausgehen.“ Das Zitat steht beispielsweise am Anfang eines Kurzporträts der Max-Planck-Gesellschaft auf deren Website. Es ist auch der Titel eines Sammelbandes zur Geschichte der Kaiser-Wilhelm-Gesellschaft und der Max-Planck-Gesellschaft von Dieter Hoffmann, Birgit Kolboske und Jürgen Renn.
Das Motto stammt aus dem Vortrag „Das Wesen des Lichts“, den Max Planck auf der Hauptversammlung der Kaiser-Wilhelm-Gesellschaft am 28. Oktober 1919 hielt. Er formulierte damals diese „alte Wahrheit“ (Planck) innerhalb eines längeren Satzes, in dem er die „Gründung und Erhaltung naturwissenschaftlicher Forschungsinstitute“ als die „vornehmste Aufgabe“ der Kaiser-Wilhelm-Gesellschaft bezeichnete.

## Einrichtungen

### Forschungseinrichtungen
Die Max-Planck-Gesellschaft betreibt 84 wissenschaftlich eigenständige Forschungseinrichtungen, die sich in 81 Max-Planck-Institute, zwei Forschungsstellen und ein Laboratorium gliedern (Stand: Januar 2024). Diese Einrichtungen sind rechtlich nicht selbständig. Ausnahmen sind die Stiftung Max-Planck-Institut für Kohlenforschung und das Max-Planck-Institut für Nachhaltige Materialien als eigenständige juristische Personen.
Vier Max-Planck-Institute befinden sich im Ausland: die Bibliotheca Hertziana in Rom, das Kunsthistorische Institut in Florenz, das Max-Planck-Institut für Psycholinguistik in Nijmegen und das Max Planck Florida Institute for Neuroscience in Jupiter (Florida).
Im Zentrum der Max-Planck-Institute stehen weltweit führende Forscher, die ihre Themen selbst bestimmen, optimale Arbeitsbedingungen erhalten und ihre Mitarbeiter aussuchen können. Dieses sogenannte Harnack-Prinzip gilt als Merkmal der Max-Planck-Gesellschaft und als wesentlicher Faktor ihrer Erfolge.

### Weitere zentrale Einrichtungen
- Das Archiv der Max-Planck-Gesellschaft (Name bis 2006: Archiv zur Geschichte der Max-Planck-Gesellschaft) ist ein 1975 gegründetes Archiv in Berlin-Dahlem. Es sammelt und erschließt die Akten der Max-Planck-Gesellschaft und ihrer Vorgängereinrichtung, der Kaiser-Wilhelm-Gesellschaft.[44]
- Das Berliner Büro der Max-Planck-Gesellschaft, das sich im WissenschaftsForum Berlin befindet, koordiniert die Kontakte der MPG mit Politik und anderen Wissenschaftsorganisationen und ist Teil der Generalverwaltung.
- Die Max Planck Digital Library unterstützt Wissenschaftler aller Max-Planck-Institute mit einem breiten Portfolio an Services in den Feldern Informationsversorgung, Publikationsdienstleistungen und Forschungsdatenmanagement. Aufgabe der MPDL ist es, Forschern der MPG einen optimalen Zugang zu wissenschaftlichen Informationen zu ermöglichen, eine nachhaltige Infrastruktur für das wissenschaftliche Informationsmanagement bereitzustellen und die MPG in ihrer Open-Access-Politik zu unterstützen. Die MDPL gehört zu den größten Beziehern von wissenschaftlicher Information in Europa. Sie organisiert den Zugang zu verschiedensten wissenschaftlichen Zeitschriften, E-Books, Fachdatenbanken und umfangreichen Open-Access-Publikationsdienstleistungen. Gemeinsam mit den Bibliotheken an den Max-Planck-Instituten stellt sie die Versorgung mit wissenschaftlichen Informationen und Publikationsmöglichkeiten sicher.[45][46]
- Die Max Planck Computing & Data Facility (MPCDF) in Garching bei München betreibt zwei State-of-the-Art-Supercomputer und mehrere Servercluster und stellt damit Infrastruktur und Expertise für wissenschaftliche Berechnungen und (Daten-)Dienste für andere Max-Planck-Einrichtungen zentral zur Verfügung. Die Einrichtung ging 2015 aus dem Institut für Plasmaphysik (IPP) hervor und firmierte zuvor als Rechenzentrum Garching (RZG).[47]
- Das Halbleiterlabor (HLL) der Max-Planck-Gesellschaft in München ist auf die Entwicklung, Herstellung und Bereitstellung von kommerziell nicht erhältlichen, neuartigen Halbleiter-Strahlungsdetektoren für Experimente spezialisiert.[48] Seit 2013 ist es eine zentrale Einrichtung der Max-Planck-Gesellschaft.[49]
- Die Informationsvermittlungsstellen der MPG (IVS-BM und IVS-CPT) sind verantwortlich für die wissenschaftliche Informationsvermittlung für Mitarbeiter und Gäste der MPG.
- Die Tagungsstätten der Max-Planck-Gesellschaft: das Harnack-Haus in Berlin-Dahlem, Schloss Ringberg am Tegernsee, das Max-Planck-Haus in Heidelberg[50] und das Max-Planck-Haus in Tübingen.[51]

## Finanzierung
2023 betrug der Gesamthaushalt der Max-Planck-Gesellschaft 2,860 Milliarden Euro.

### Zuwendungen von Bund und Ländern
Die Max-Planck-Gesellschaft wird zum größten Teil (2006: ca. 82 %) institutionell durch Zuwendungen von Bund und Ländern auf der Basis der Ausführungsvereinbarung MPG gefördert. Hierbei sind die aus der mit öffentlichen Mitteln finanzierten Tätigkeit erzielten Einnahmen (aus Gutachten, Geräteverkäufen, Lizenzverwertung – siehe Max-Planck-Innovation GmbH), zuwendungsmindernd im Gesamthaushalt der MPG zu veranschlagen.
Die MPG sowie die beiden rechtlich selbständigen Max-Planck-Institute bilden eine sogenannte Antragsgemeinschaft und der Gesamthaushalt besteht aus drei rechtlich getrennten Teilhaushalten, für die jeweils eigene Bewirtschaftungsgrundsätze gelten. Über diese institutionelle Förderung der Antragsgemeinschaft hinaus können der Bund und die mitfinanzierenden Länder sogenannte Sonderfinanzierungen bewilligen, die jedoch wegen möglicher Folgelasten der Zustimmung des Bundes und der übrigen Länder bedürfen. Bund und Länder teilen sich diese Zuschüsse seit 1965 zu gleichen Teilen. Die Höhe der Zuschüsse wird seit 2008 durch die Gemeinsame Wissenschaftskonferenz (bis 2007 durch die Bund-Länder-Kommission für Bildungsplanung und Forschungsförderung) aufgrund des von der MPG vorzulegenden Gesamthaushaltsplans festgelegt. Dieser entspricht rechtlich einem Antrag auf institutionelle Förderung (vgl. §§ 23, 44 BHO).

### Weitere Einnahmen
Weitere Einnahmen sind Zuwendungen zur Umsetzung von sogenannten Drittmittelprojekten, die vom Bund, von Ländern und der Europäischen Union auf der Basis standardisierter Bewilligungsbedingungen sowie im Rahmen der sogenannten steuerbegünstigten Auftragsforschung auch durch Zuwendungen der Industrie finanziert werden. Das sogenannte Private Vereinsvermögen der MPG wird im Rahmen des Gesamthaushalts haushaltstechnisch wie ein Betrieb nach § 26 BHO abgebildet, ohne ein solcher zu sein. Die eingehenden Spenden, Nachlässe, Erbschaften, die rechtlich unselbständigen Stiftungen sowie die Tagungsstätten der MPG Schloss Ringberg und das Harnack-Haus werden innerhalb des Vereinsvermögens bewirtschaftet.
Eine Ausnahme ist das Max-Planck-Institut für Plasmaphysik, das seit seiner Gründung nur durch den Bund, den Freistaat Bayern, das Land Mecklenburg-Vorpommern, und aus Euratom-Mitteln finanziert wird. Es war bis 1970 eine GmbH, bevor es vermögenslos gestellt und in die MPG überführt wurde.
Planungssicherheit durch kontinuierliche Etatsteigerungen ist mit dem Pakt für Forschung und Innovation gegeben.
Seit dem Jahr 2006 existiert die Max-Planck-Förderstiftung, die ihre eingeworbenen Mittel ausschließlich für Forschungsvorhaben der Max-Planck-Gesellschaft verwendet.

### Rechnungsprüfung
Wegen der fast vollständigen Finanzierung aus öffentlichen Mitteln wird die Max-Planck-Gesellschaft durch die für die rechtlich unselbständigen Max-Planck-Institute aufgrund ihres Sitzlandes zuständigen Landesrechnungshöfe und die Generalverwaltung, die sogenannt zentral veranschlagten Mittel und das Private Vermögen durch den Bayer. Obersten Rechnungshof und den Bundesrechnungshof aufgrund der §§ 91 BHO, BayHO geprüft. Die staatlichen Rechnungshöfe sind bei ihrer Prüfungstätigkeit als Hilfsorgane der Parlamente tätig und kontrollieren durch ihre Tätigkeit eigentlich die Exekutive, d. h. die Wissenschaftsministerien, welche die staatlichen Gelder an die MPG bewilligen. Die Rechnungshöfe der BRD haben zur Vermeidung von Doppelprüfungen eine Prüfungsvereinbarung für die MPG geschlossen.

## Kooperationen

### Internationale Zusammenarbeit
Laut der Max-Planck-Gesellschaft sind ihre Institute an mehr als 3000 Projekten mit über 6000 internationalen Partnern in über 120 Ländern beteiligt. Ein Beispiel sind die sogenannten Max Planck Center. Diese „virtuellen Exzellenzzentren“ sind auf jeweils fünf Jahre angelegt (mit einmaliger Verlängerungsoption). Derzeit gibt es 16 Max Planck Center in neun Ländern in Europa, Nordamerika, Asien und Australien (Stand Februar 2023).
Eine andere Form der Zusammenarbeit sind die sogenannten Partnergruppen, die der weltweiten Förderung von Nachwuchswissenschaftlern dienen. Ein Max-Planck-Institut kann eine Partnergruppe im Ausland einrichten, wenn zuvor exzellente Nachwuchsforscher aus dem betreffenden Land an dem Institut gearbeitet haben. Die Laufzeit dieser Projekte beträgt maximal fünf Jahre. Derzeit gibt es mehr als 90 Partnergruppen in zahlreichen Ländern; besonders viele wurden in Indien gegründet (Stand Februar 2023).
Schon seit 1974 arbeitet die Max-Planck-Gesellschaft mit der Chinesischen Akademie der Wissenschaften zusammen. Die Zusammenarbeit begann mit dem Besuch einer vom damaligen MPG-Präsidenten Reimar Lüst angeführten Delegation in Peking. 1999 wurde die Einrichtung von Partnergruppen beschlossen.
Von 2004 bis 2020 gab es ein Partnerinstitut für Bioinformatik in Shanghai. Heute kommen etwa 10 Prozent aller ausländischen Nachwuchs- und Gastwissenschaftler an den Max-Planck-Instituten aus China (Stand 2023). China ist unter den Herkunftsländern der Gastwissenschaftler führend – und zwar in allen Forschungsbereichen der Max-Planck-Gesellschaft.
2011 wurde ein Partnerinstitut in Buenos Aires gegründet, das sich mit biomedizinischer Forschung beschäftigt.
Für ihre internationale Zusammenarbeit wurde die Max-Planck-Gesellschaft 2013 mit dem Prinz-von-Asturien-Preis ausgezeichnet.

### Gesellschaft für wissenschaftliche Datenverarbeitung
Die 1970 gegründete Gesellschaft für wissenschaftliche Datenverarbeitung mbH Göttingen (GWDG) ist eine gemeinsame Einrichtung der Universität Göttingen und der Max-Planck-Gesellschaft.

### Max-Planck-Forschungsgruppen an Universitäten
Die „Max-Planck-Forschungsgruppen“ an Universitäten sind befristete, transdisziplinäre Arbeitsgruppen, die der stärkeren Vernetzung der Max-Planck-Institute mit den Universitäten dienen sollen. Es handelt sich nicht um Forschungseinrichtungen der Max-Planck-Gesellschaft, sondern um Forschungseinheiten der Universitäten. Die Leiter und das Personal werden von den Universitäten angestellt. Die Finanzierung erfolgt in der Regel paritätisch durch die MPG und die Universität. Die Berufung des Leiters und die Evaluierung erfolgen nach den strengen Regeln der MPG. Nach dem Ablauf der Mitförderung durch die MPG soll die Forschungsgruppe in die jeweilige Universität integriert oder aufgelöst werden. Es ist jedoch möglich, dass aus ihr ein Max-Planck-Institut oder eine Max-Planck-Forschungsstelle entsteht, wie in diesen beiden Fällen:
- Max-Planck-Forschungsgruppe Optik, Information und Photonik an der Universität Erlangen-Nürnberg (2004–2008), danach umgewandelt in das Max-Planck-Institut für die Physik des Lichts
- Max-Planck-Forschungsgruppe für strukturelle Dynamik an der Universität Hamburg (2008–2012), danach umgewandelt in das Max-Planck-Institut für Struktur und Dynamik der Materie

Derzeit (2023) gibt es folgende Forschungsgruppen:
- Forschungsgruppe für Marine Geochemie (ICBM-MPI Brückengruppe) an der Universität Oldenburg[64]
- Max-Planck-Forschungsgruppe Marine Isotopengeochemie an der Universität Oldenburg[65]
- Max-Planck-Forschungsgruppe für Systemimmunologie an der Universität Würzburg[66]

### Max Planck Schools
Die Max Planck Schools sind ein gemeinsames Graduiertenprogramm von derzeit 24 Universitäten und 34 Instituten der außeruniversitären Forschungseinrichtungen (Stand Februar 2023). In den Max Planck Schools sollen sich jeweils bis zu 50 führende Forscher vernetzen, um hochqualifizierten Doktoranden frühzeitig Zugang zur interdisziplinären Spitzenforschung zu bieten. Partner, die in der Pilotphase (2018–2025) „eine herausgehobene Rolle spielen“, sind laut der Website der Max-Planck-Gesellschaft: die Max-Planck-Gesellschaft, die Fraunhofer-Gesellschaft, das DWI – Leibniz-Institut für Interaktive Materialien in Aachen, das Karlsruher Institut für Technologie sowie Universitäten in Berlin, Düsseldorf, Erlangen-Nürnberg, Göttingen, Heidelberg, Jena, Leipzig und München. Die drei Max Planck Schools sind nach ihrem jeweiligen Forschungsgebiet benannt: Max Planck School of Cognition (Wissen und Kognition), Max Planck School Matter to Life (Erforschung und Nachbildung lebendiger Systeme mit Ansätzen aus Biologie, Chemie, Physik und den Ingenieurwissenschaften), Max Planck School of Photonics (Photonik).

### Munich Quantum Valley
Der Verein „Munich Quantum Valley“ wurde am 27. Januar 2022 mit dem Ziel gegründet, wettbewerbsfähige Quantencomputer in Bayern zu entwickeln und zu betreiben. Gründungsmitglieder sind die Max-Planck-Gesellschaft, die Fraunhofer-Gesellschaft, das Deutsche Zentrum für Luft- und Raumfahrt, die Bayerische Akademie der Wissenschaften sowie drei Universitäten: die Friedrich-Alexander-Universität Erlangen-Nürnberg, die Ludwig-Maximilians-Universität München und die Technische Universität München.
Die Max-Planck-Gesellschaft ist mit drei Einrichtungen beteiligt: dem Max-Planck-Institut für die Physik des Lichts, dem Max-Planck-Institut für Quantenoptik und dem eigenen Halbleiterlabor.

### Allianz der Wissenschaftsorganisationen
Die Max-Planck-Gesellschaft ist durch ihren jeweiligen Präsidenten in der sogenannten Allianz der Wissenschaftsorganisationen vertreten, in der die Spitzen der deutschen Forschungsorganisationen sich regelmäßig beraten und austauschen.

## Tochtergesellschaften
Max-Planck-Innovation GmbH
Für die Patentierung und Verwertung der Forschungsergebnisse wurde von der Max-Planck-Gesellschaft 1970 eine Verwertungsgesellschaft gegründet, die 2008 in Max-Planck-Innovation GmbH umbenannt wurde. Diese ist eine kommerzielle GmbH und 100%ige Tochter der MPG und verwertet die Erfindungen aus dem Bereich der Max-Planck-Institute auf Kommissionsbasis (in eigenem Namen, aber auf Rechnung der MPG). Sie erhält ihre Verwertungsaufwendungen einschließlich eines steuerlich angemessenen Gewinns von der MPG auf Basis eines Kommissionsvertrages von 1980, geändert 2002, ersetzt. Daneben hat die MPG der Max-Planck-Innovation GmbH seit 1995 wegen der Synergieeffekte auch die Patentverwaltung übertragen, die bis dahin in einem Patentreferat der Generalverwaltung angesiedelt war. Hierfür erhält die Max-Planck-Innovation ebenfalls ein Entgelt in Form des Aufwendungsersatzes. Pro Jahr werden durchschnittlich 130 Erfindungen bewertet, von denen schließlich 80 bis 100 zu einer Patentanmeldung führen.
Minerva Stiftung
Die Minerva Stiftung fördert den wissenschaftlichen Austausch zwischen Deutschland und Israel. Von 2008 bis 2019 vergab sie den Arches Award („Award for Research Cooperation and High Excellence in Science“) an herausragende Forscher und exzellente Projekte in deutsch-israelischer Kooperation.
Max-Planck-Stiftung für Internationalen Frieden und Rechtsstaatlichkeit
Anfang 2013 wurde mit der Max-Planck-Stiftung für Internationalen Frieden und Rechtsstaatlichkeit die dritte Tochtergesellschaft gegründet. Die Stiftung führt juristische Beratung und Fortbildungen in Konfliktgebieten und Transformationsstaaten durch.

## Publikationen
MaxPlanckForschung
Die Max-Planck-Gesellschaft gibt seit dem Jahr 1999 ein vierteljährlich erscheinendes, kostenloses Forschungsmagazin mit dem Titel MaxPlanckForschung heraus. Die Druckauflage liegt bei 75.000 Exemplaren, die der englischen Ausgabe MaxPlanckResearch bei 10.000 Exemplaren (Stand Januar 2023). Beide Magazine werden außerdem als App und als E-Paper angeboten. Vorgänger der MaxPlanckForschung waren die Zeitschriften MPG-Monatsspiegel (1972–1973) und MPG-Spiegel (1973–1998).
Die „Max-Reihe“
Mit den vierseitigen Informationsbroschüren Biomax, Geomax und Techmax erscheint die „Max-Reihe“, die Unterrichtsmaterialien für naturwissenschaftliche Fächer im Schulunterricht der Oberstufe bereitstellt und „aktuelle Forschungsergebnisse in den Unterricht“ einbringen soll. Die Broschüren sind – ergänzt um zusätzliches Text- und Bildmaterial – über die Seite „max-wissen“ online zugänglich.
„Forschungsperspektiven“
In den Jahren 2000, 2005 und 2010 legte die Max-Planck-Gesellschaft Publikationen zu den Forschungsperspektiven in ausgewählten Wissenschaftsgebieten vor: die Forschungsperspektiven 2000+ (260 Seiten), die Forschungsperspektiven 2005+ (130 Seiten) und die Forschungsperspektiven 2010+. Bei der letzteren Ausgabe verfassten mehr als 120 Max-Planck-Direktoren detaillierte englische Texte zu 36 Themenfeldern; daneben erschienen Broschüren mit kürzeren Texten auf Deutsch und Englisch, die ebenso wie die englischen Langtexte online gestellt wurden.
Geldgeber für eLife
Die Max-Planck-Gesellschaft ist einer der Sponsoren der Open-Access-Zeitschrift eLife. Weitere Geldgeber von eLife sind der britische Wellcome Trust, das US-amerikanische Howard Hughes Medical Institute und die schwedische Stiftung von Knut und Alice Wallenberg.

## Ausstellung "Bilder aus der Wissenschaft"
Die Max-Planck-Gesellschaft hat eine Ausstellung "Bilder aus der Wissenschaft" erstellt, die als Wanderausstellung schon an mehreren Stationen auch im Ausland zu sehen war.

## Preisverleihungen
Forschungspreis
Von 1990 bis 2016 wurde der Max-Planck-Forschungspreis vergeben. Der Preis war seit 2004 mit 750.000 Euro dotiert und wurde seitdem an zwei Forscher vergeben, von denen einer in Deutschland und einer im Ausland tätig war. Danach wurde der Preis umbenannt und die Vergabe geändert.
Seit 2018 wird der Max-Planck-Humboldt-Forschungspreis an einen einzelnen Preisträger vergeben. Der Preisträger ist stets eine Person aus dem Ausland. Über die Vergabe wird gemeinsam mit der Alexander von Humboldt-Stiftung entschieden. Das Preisgeld in Höhe von 1,5 Millionen Euro wird vom Bundesministerium für Bildung und Forschung zur Verfügung gestellt.
Weitere Auszeichnungen
Für besondere Verdienste um die Max-Planck-Gesellschaft verleiht die MPG die Harnack-Medaille, die schon 1924, zu Zeiten der Kaiser-Wilhelm-Gesellschaft, gestiftet wurde. Für besondere Leistungen in der neurologischen Grundlagenforschung wird seit 1990 der Zülch-Preis verliehen. Für Projekte aus der Grundlagenforschung, die erfolgreich in der Praxis angewandt werden, vergibt die Gesellschaft seit 1998 gemeinsam mit dem Stifterverband für die Deutsche Wissenschaft einen „Stifterverbandspreis“. Darüber hinaus werden mehrere Auszeichnungen für Nachwuchsforscher vergeben, darunter die Otto-Hahn-Medaille. Der Hanno und Ruth Roelin-Preis ist ein Preis für Wissenschaftspublizistik, der alle zwei Jahre vom Max-Planck-Institut für Astronomie vergeben wird. Der Hanno-und-Ilse-Hahn-Preis war ein Preis für junge, noch nicht habilitierte Kunsthistoriker, der zwischen 1990 und 2017 durch die Bibliotheca Hertziana vergeben wurde.

## Karriereförderung
Die Max-Planck-Gesellschaft unterhält diverse Programme zur Karriereförderung von Wissenschaftlern. Sie werden in einer Broschüre dargestellt.
Speziell für die Karriereförderung von Frauen wurde ein Mentoring-Netzwerk namens „Minerva-FemmeNet“ eingerichtet. Es wurde im Mai 2001 am MPI für Biophysik in Frankfurt gegründet und 2009 institutionalisiert. Bis April 2010 schlossen sich dem Netzwerk weitere 49 Max-Planck-Institute an. Das Mentoring-Programm, das heute am Max-Planck-Institut für europäische Rechtsgeschichte koordiniert wird, steht auch ehemaligen Institutsangehörigen offen. Im Netzwerk arbeiten rund 270 ehrenamtliche Mentorinnen mit, Teilnehmerinnen können zugleich Mentorin und Mentee sein. Die Mitglieder vernetzen sich über regelmäßige Treffen („Stammtische“) in verschiedenen Regionen Deutschlands und organisieren in regelmäßigen Abständen öffentliche Veranstaltungen wie etwa Podiumsdiskussionen.

## Doktoranden
Allgemeines
Die meisten Doktoranden der Max-Planck-Gesellschaft sind einem Max-Planck-Institut zugeordnet. Künftige Doktoranden können sich aber auch an einer International Max Planck Research School bewerben, etwa ein Drittel entscheidet sich für diesen Weg. Bewerbungen sind auch bei den drei Max Planck Schools sowie den drei Max Planck Graduate Centern möglich.
2003 wurde das Max Planck PhDnet gegründet, das deutschlandweite Doktoranden-Netzwerk der Max-Planck-Gesellschaft. Im PhDnet wird vorwiegend englisch gesprochen. Das PhDnet ist Mitglied im Netzwerk N2.
Kritik an der Bezahlung von Doktoranden
Im Dezember 2003 klagte der italienische Physiker Andrea Raccanelli, damals Doktorand am Max-Planck-Institut für Radioastronomie in Bonn, beim Arbeitsgericht Bonn dagegen, dass ausländische Promovierende an Max-Planck-Instituten in der Regel mit einem Stipendium und somit ohne Sozialversicherungsbeiträge, deutsche Doktoranden hingegen sozialversicherungspflichtig beschäftigt wurden. Im Mai 2004 wandte er sich außerdem an die Europäische Kommission. Diese sah keine Verletzung von EU-Recht, nachdem die Max-Planck-Gesellschaft interne Richtlinien formal geändert hatte. Das Verfahren vor dem Arbeitsgericht Bonn endete 2008 mit einem Urteil gegen Raccanelli.
Medien berichteten im Jahr 2012 über zunehmende Klagen darüber, dass sich die Vergabe von Stipendien erheblich ausgeweitet habe, was kontrovers bewertet wurde. Die Gewerkschaft Erziehung und Wissenschaft teilte mit, dass der Anteil der Doktoranden an Max-Planck-Instituten, die über ein Stipendium finanziert werden, von 36 % im Jahr 2004 auf 60 % gestiegen sei. Dies laufe auf eine Hinterziehung von Sozialversicherungsbeiträgen hinaus. MPG-Präsident Peter Gruss wies die Kritik zurück.
Im März 2015 kündigte die Max-Planck-Gesellschaft an, ab Juli 2015 alle Doktoranden mit einem Max-Planck-Fördervertrag auszustatten. Im Endausbau sollten damit die Mittel für die Nachwuchsförderung um 50 Millionen Euro angehoben werden, was Mehrausgaben für den Nachwuchs von 40 % entspreche. Zugleich hat die Max-Planck-Gesellschaft im Jahr 2015 Leitlinien für die Ausbildung von Doktorandinnen und Doktoranden verabschiedet und veröffentlicht.

## Vorwürfe des Machtmissbrauchs und mangelhafter Kontrollmechanismen
Recherchen von Deutsche Welle und Spiegel berichteten im März 2025 über Fehlverhalten von Direktoren und Führungskräften an mehreren Max-Planck-Instituten und assoziierten Einrichtungen und attestierten ein „systemisches Versagen der Compliance-Mechanismen“. So hätten sich nach Vorwürfen des Mobbings die zuständige Stabsstelle und eine externe Anwaltskanzlei primär damit befasst, die Vorwürfe abzuwehren anstatt diese allseitig aufzuklären. Zudem sei eine vom Meldenden referenzierte Definition auf der Webseite der Max-Planck-Gesellschaft entfernt worden. Bereits im Herbst 2024 verließ ein Co-Direktor des MPG-assoziierten Ernst-Strüngmann-Instituts seinen Posten, nachdem das Institutsklima keine Aufklärung erhobener Vorwürfe der sexuellen Belästigung ermöglicht habe.

## Belege
1. ↑  Zahlen & Fakten. Abgerufen am 29. Mai 2022.
2. 1 2 3 4 5  Satzung der Max-Planck-Gesellschaft zur Förderung der Wissenschaften e. V., Fassung vom 18. Oktober 2021 (PDF; 412 kB).
3. ↑  Max Planck Gesellschaft gain4crops.eu
4. ↑  Unsere Geschichte. Geschichte der MPG, abgerufen am 26. Dezember 2020.
5. 1 2 3  Hans Zacher mpg.de
6. ↑  Broschüre Aufbau Ost der Max-Planck-Gesellschaft.
7. ↑  Fall der Mauer und Sofortprogramm für Wissenschaftler in Ostdeutschland mpg.de
8. ↑  Berlin wird juristischer Sitz der MPG mpg.de
9. ↑  Abschluss Aufbau Ost mpg.de
10. ↑  Präsidentenkommission „Geschichte der Kaiser-Wilhelm-Gesellschaft im Nationalsozialismus“ Max-Planck-Institut für Wissenschaftsgeschichte.
11. 1 2  Geschichte der Kaiser-Wilhelm-Gesellschaft im Nationalsozialismus mpg.de
12. ↑  Forschungsprogramm „Geschichte der Kaiser-Wilhelm-Gesellschaft im Nationalsozialismus“ Max-Planck-Institut für Wissenschaftsgeschichte.
13. ↑  Homepage des Forschungsprogramms „Geschichte der Kaiser-Wilhelm-Gesellschaft im Nationalsozialismus“ Max-Planck-Institut für Wissenschaftsgeschichte.
14. ↑  Homepage und Projektbeschreibung des Forschungsprogramms „Geschichte der Max-Planck-Gesellschaft“.
15. ↑  Studien zur Geschichte der Max-Planck-Gesellschaft, Beschreibung der Buchreihe beim Verlag Vandenhoeck & Ruprecht.
16. ↑  Preprints zum Forschungsprogramm „Geschichte der Max-Planck-Gesellschaft“.
17. ↑  75 Jahre Max-Planck-Gesellschaft mpg.de
18. 1 2 3 4  Zahlen & Fakten mpg.de, abgerufen am 25. April 2024.
19. 1 2  50 Jahre Max-Planck-Gesellschaft zur Förderung der Wissenschaften Buchbeschreibung beim Verlag Duncker & Humblot.
20. ↑  Patrick Cramer wird ab Juni 2023 neuer Präsident der Max-Planck-Gesellschaft mpg.de, 23. Juni 2023.
21. ↑  Rüdiger Willems neuer Generalsekretär der Max-Planck-Gesellschaft mpg.de, 22. Juni 2017.
22. ↑  Simone Schwanitz zur Generalsekretärin bestellt mpg.de, 22. November 2021.
23. 1 2  Max-Planck-Gesellschaft: Nobelpreise (Personen, die zum Zeitpunkt der Preisvergabe Wissenschaftliche Mitglieder der MPG oder der KWG waren).
24. ↑  Max-Planck-Gesellschaft: Weitere Nobelpreisträger (Personen, die zum Zeitpunkt der Nobelpreis-Vergabe nicht Wissenschaftliche Mitglieder der MPG oder der KWG waren, aber als Forscher oder in der Administration eine wichtige Rolle spielten).
25. ↑  Zentrale Einrichtungen mpg.de
26. ↑  Vgl. die Angaben zum Organigramm der MPG, die beim Anklicken des jeweiligen Begriffs (wie z. B. Verwaltungsrat) angezeigt werden.
27. 1 2  Organisationsstruktur der Max-Planck-Gesellschaft mpg.de, siehe Organigramm.
28. ↑  Organigramm der MPG mpg.de, Text erscheint bei Klick auf das Feld Fachbeiräte.
29. ↑  Max-Planck-Gesellschaft: Regelungen für das Fachbeiratswesen (PDF; 280 kB), S. 4.
30. ↑  Kuratorien mpg.de
31. ↑  Die Kuratorien der Max-Planck-Institute (PDF, 1,8 MB).
32. ↑  Fördernde Mitglieder mpg.de
33. ↑  Vereinsorgane & Gremien mpg.de
34. ↑  Die Biologisch-Medizinische Sektion mpg.de, abgerufen am 25. April 2024
35. ↑  Zählung nach der Tabelle Ombudspersonen an Max-Planck-Instituten: Chemisch-Physikalisch-Technische Sektion, abgerufen am 25. April 2024; das dort separat aufgeführte Teilinstitut des MPI für Plasmaphysik in Greifswald nicht mitgerechnet.
36. ↑  Organigramm der MPG mpg.de, Text erscheint bei Klick auf CPT-Sektion.
37. ↑  Geistes-, Sozial- und Humanwissenschaftliche Sektion mpg.de, abgerufen am 25. April 2024
38. ↑  Verfahren der Max-Planck-Gesellschaft mpg.de. Die Dokumente sind dort als PDF abrufbar.
39. ↑  Wolfgang Schön: Grundlagenwissenschaft in geordneter Verantwortung: zur Governance der Max-Planck-Gesellschaft, 2015 (PDF; 1,3 MB). Schön war Direktor am Max-Planck-Institut für Steuerrecht und Öffentliche Finanzen und von 2008 bis 2014 Vizepräsident der Max-Planck-Gesellschaft.
40. 1 2  Ein Porträt der Max-Planck-Gesellschaft mpg.de
41. ↑  „Dem Anwenden muss das Erkennen vorausgehen“. Auf dem Weg zu einer Geschichte der Kaiser-Wilhelm/Max-Planck-Gesellschaft (Second Extended Edition). Max-Planck-Gesellschaft, Berlin 2015.
42. ↑  Lorenz Beck (Hrsg.): Max Planck und die Max-Planck-Gesellschaft: Zum 150. Geburtstag am 23. April 2008 aus den Quellen zusammengestellt vom Archiv der Max-Planck-Gesellschaft. Berlin 2008, ISBN 978-3-927579-24-8, S. 295 f. Zitat: „[Es wird] gerade im Sinne der Bestrebungen unserer Gesellschaft liegen, welche ja ihre vornehmste Aufgabe in der Gründung und Erhaltung naturwissenschaftlicher Forschungsinstitute erblickt, wenn in ihren Tagungen die alte Wahrheit auch äußerlich Würdigung findet, daß, wie auf allen Arbeitsgebieten, so auch in demjenigen, welches den Naturkräften gewidmet ist, dem Anwenden das Erkennen vorausgehen muß, und je feiner die Einzelheiten sind, in die wir der Natur auf irgendeinem Pfade folgen können, um so reicher und nachhaltiger wird sich auch der Gewinn erweisen, den wir aus unserer Erkenntnis zu ziehen vermögen.“ (Kursivschrift hinzugefügt.)
43. ↑  Max-Planck-Institute im Ausland mpg.de
44. ↑  Startseite. Abgerufen am 28. April 2020.
45. ↑  Max Planck Digital Library (MPDL). Abgerufen am 21. April 2020.
46. ↑  MPDL – Home – MPDL. Abgerufen am 28. April 2020.
47. ↑  Max Planck Computing and Data Facility (MPCDF) — Max Planck Computing & Data Facility. Abgerufen am 17. März 2019.
48. ↑  MPG HLL Profil hll.mpg.de
49. ↑  Geschichte des HLL hll.mpg.de
50. ↑  Max-Planck-Haus in Heidelberg mpg.de
51. ↑  Max-Planck-Haus in Tübingen mpg.de
52. ↑  Max-Planck-Gesellschaft: Jahresbericht 2023 (PDF; 5,9 MB), S. 37.
53. ↑  Max-Planck-Gesellschaft: Jahresbericht 2007, S. 104.
54. ↑  Zahlen und Fakten zu internationalen Kooperationen mpg.de, abgerufen am 23. Februar 2023.
55. ↑  Länderportale mpg.de (Übersicht über internationale Kooperationen, geordnet nach Kontinenten).
56. ↑  Max Planck Center mpg.de, abgerufen am 23. Februar 2023.
57. ↑  Partnergruppen  mpg.de, abgerufen am 23. Februar 2023.
58. ↑  Dietmar Nickel: 10 Jahre wissenschaftliche Zusammenarbeit der Max-Planck-Gesellschaft mit der Chinesischen Akademie der Wissenschaften. In: Naturwissenschaften. Band 72, 1985, S. 218–221.
59. ↑  Wie in China alles begann: Zur Historie einer frühen Kooperation mpg.de
60. ↑  China: 45 Jahre Kooperation und Netzwerkbildung mpg.de
61. ↑  CONICET-MPG Partnerinstitut Buenos Aires mpg.de
62. ↑  2013: Prinz-von-Asturien-Preis für Internationale Zusammenarbeit mpg.de
63. 1 2  Max-Planck-Forschungsgruppen an Universitäten mpg.de, abgerufen am 12. März 2023.
64. ↑  Marine Geochemie (ICBM-MPI Brückengruppe) Universität Oldenburg
65. ↑  Marine Isotopengeochemie Universität Oldenburg
66. ↑  Systemimmunologie Würzburg Universität Würzburg
67. ↑  Max Planck Schools mpg.de, abgerufen am 22. Februar 2023.
68. ↑  Homepage der Max Planck Schools maxplanckschools.de
69. ↑  Der Verein munich-quantum-valley.de
70. ↑  Forschungsinstitute munich-quantum-valley.de
71. ↑  Technologietransfer für die Max-Planck-Gesellschaft - www.max-planck-innovation.de. Abgerufen am 27. September 2023.
72. ↑  Homepage of the Minerva Stiftung. Abgerufen am 27. September 2023 (englisch).
73. ↑  Arches Award minerva.mpg.de
74. ↑  Beispiel: ARCHES-Preis für MDC-Forscher: Hochauflösende Landkarte von Genmodifikationen Pressemitteilung des Max Delbrück Center for Molecular Medicine (MDC), 14. Juni 2016.
75. ↑  Mediadaten zum Magazin MaxPlanckForschung, Stand Januar 2023 (PDF; 634 kB), S. 2.
76. ↑  Zeitschrift MPG-Monatsspiegel im Katalog der Deutschen Nationalbibliothek
77. ↑  Zeitschrift MPG-Spiegel im Katalog der Deutschen Nationalbibliothek.
78. ↑  Das Schüler-Lehrer-Portal – www.max-wissen.de mpg.de
79. ↑  max-wissen Homepage
80. ↑  Forschungsperspektiven der Max-Planck-Gesellschaft im Katalog der Deutschen Nationalbibliothek.
81. ↑  „Forschungsperspektiven 2000+“ – das Buch (Memento vom 21. November 2014 im Internet Archive) 2000plus.mpg.de (archivierte Webseite).
82. ↑  Die Wissenschaft von morgen: Die Max-Planck-Gesellschaft veröffentlicht die "Forschungsperspektiven 2005" mpg.de, Pressemitteilung vom 6. April 2005.
83. ↑  Forschungsfragen sind Zukunftsfragen. Die Max-Planck-Gesellschaft veröffentlicht Forschungsperspektiven 2010+. In: MaxPlanckForschung 4/2010 (Auszug: S. 6–10), S. 9.
84. ↑  Die Logos der Geldgeber sind auf der Homepage von eLife und auf allen Unterseiten im unteren Bereich zu sehen. Sie werden auch  im Jahresbericht 2021 erwähnt.
85. ↑  Seite der Max-Planck-Gesellschaft über die Ausstellung, abgerufen am 10. April 2025
86. ↑  Galerie der Online-Ausstellung, abgerufen am 10. April 2025
87. ↑  Broschüre Wissenschaftskarriere bei Max-Planck – Wegweiser chancengerechte Karriereförderung, März 2018 (PDF; 4,4 MB).
88. ↑  Eckart Henning, Marion Kazemi: 100 Jahre Kaiser-Wilhelm-/Max-Planck-Gesellschaft zur Förderung der Wissenschaften. Teil I: Chronik der Kaiser-Wilhelm-/Max-Planck-Gesellschaft zur Förderung der Wissenschaften 1911–2011. Daten und Quellen. Duncker & Humblot, Berlin 2011, ISBN 978-3-428-13623-0, S. 766.
89. ↑  Starthilfe und Vernetzung im Zweierteam: Das Minerva-FemmeNet unterstützt Wissenschaftlerinnen auf ihrem Karriereweg
90. ↑  minervafemmenet. Abgerufen am 27. September 2023.
91. ↑  So geht’s zur Promotion mpg.de
92. ↑  Homepage des Max Planck PhDnet phdnet.mpg.de (deutsch, englisch).
93. ↑  N2 – Network of Doctoral Researcher Networks phdnet.mpg.de
94. 1 2  Andrea Raccanelli: Current status of the case discriminationatmpg.info
95. ↑  Andrea Raccanelli: EU case discriminationatmpg.info
96. ↑  Britta Mersch: Wut der Doktoranden: Schafft die Stipendien ab! spiegel.de, 28. März 2012.
97. ↑  Anna Lehmann: Doktoranden der Forschung klagen: Aufruhr im Eliteclub. taz.de, 27. April 2012.
98. ↑  GEW: „Schluss mit Dumping-Jobs in der Forschung!“ Pressemitteilung der Gewerkschaft Erziehung und Wissenschaft, 26. September 2012.
99. ↑  Peter Gruss: Position: Lehrjahre im Labor. In: Der Tagesspiegel, 5. April 2012.
100. ↑  50 Millionen Euro für den wissenschaftlichen Nachwuchs: Max-Planck-Gesellschaft verbessert die Ausbildungs- und Karrierebedingungen ihrer Doktoranden und Postdocs mpg.de, 26. März 2015.
101. ↑  Leitlinien für die Ausbildung von Doktorandinnen und Doktoranden in der Max-Planck-Gesellschaft (PDF; 130 kB).
102. ↑  Esther Felden, Lewis Sanders IV: Machtmissbrauch an Max-Planck-Instituten. In: Deutsche Welle. 13. März 2025, abgerufen am 13. März 2025.
103. ↑  DW Deutsch: Angeschrien, gemobbt, gedemütigt: Machtmissbrauch an Max-Planck-Instituten | DW Reporter. In: YouTube. Deutsche Welle, 12. März 2025, abgerufen am 13. März 2025.
104. ↑  Kristin Haug: (S+) Machtmissbrauch: Junge Forscher erheben Vorwürfe gegen Max-Planck-Gesellschaft. In: Der Spiegel. 13. März 2025, ISSN 2195-1349 (spiegel.de [abgerufen am 13. März 2025]).
105. ↑  Veröffentlichungen aus dem Archiv der MPG archiv-berlin.mpg.de